# 어느 소녀의 고백
"어느 소녀의 고백"은 1970년 공개된 대한민국의 영화이다.

## 배역
- 신영균
- 오수미
- 백영민
- 허장강
- 박암
- 이대엽
- 최병철
- 강철원
- 조덕성
- 김웅
- 김소은
- 김승남
- 최재호
- 지용남
- 박태훈
- 손전